# Communication avec les sous-marins
Les communications avec les sous–marins en plongée sont techniquement très difficiles, elles nécessitent la mise en œuvre de techniques et d'équipements spécifiques. Cette extrême difficulté est due à un effet incontournable : les ondes électromagnétiques des fréquences habituellement utilisées pour les télécommunications sont incapables de traverser un conducteur électrique épais comme de l'eau salée.
La solution la plus simple est de déployer une antenne radioélectrique à la surface de l'eau et d'utiliser les techniques de télécommunications classiques. Cependant, cette solution ne convient guère aux sous-marins nucléaires lanceurs d'engins. En effet, ces bâtiments ont été conçus par les plus importantes puissances militaires au moment de la guerre froide pour pouvoir rester cachés en immersion au fond des océans pendant des semaines ou des mois. Afin de rester en communication avec ces bateaux militaires sans risquer qu'ils soient repérés, il a fallu aborder la question sous des angles différents.

## Transmission acoustique

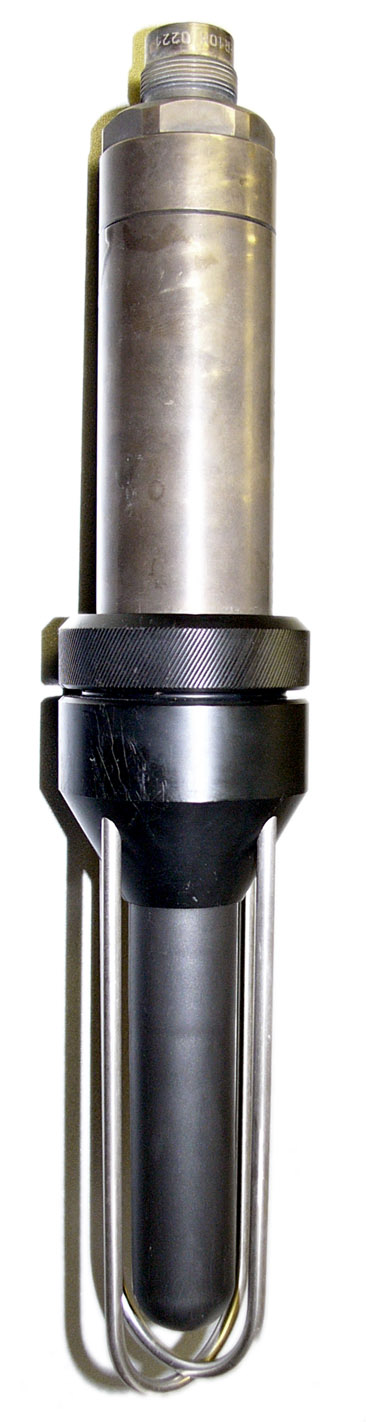
Un hydrophone.

Le son se propage très bien dans l'eau si bien qu'avec un haut-parleur sous-marin et un hydrophone on peut envisager des communications d'une bonne portée. Ce mode de transmission s'intitule l'acoustique sous-marine (qui concerne aussi bien la détection que la transmission). Dans les zones souvent fréquentées par leurs sous-marins, la Marine américaine (US Navy) et la Marine russe ont installé au fond de la mer des équipements d'écoute et de transmission sonique reliés par un câble sous-marin à leurs stations terrestres respectives (système Sound Surveillance System pour les États-Unis). Il est envisagé qu'à proximité d'un de ces dispositifs, un sous-marin puisse communiquer et rester en contact avec sa base.

## Très basse fréquence (VLF)
Les ondes radio aux très basses fréquences (VLF) — entre 3 et 30 kHz — sont capables de pénétrer l'eau de mer sur une épaisseur d'une vingtaine de mètres (épaisseur de peau dans l'eau salée). Ainsi, un sous-marin en plongée peu profonde peut recevoir une communication à très bas débit en utilisant ces fréquences,  mais ne peut pas transmettre. Dans le cas de plongée profonde, le navire peut utiliser une bouée munie d'une antenne qui sera déployée un peu en dessous de la surface. Cette bouée peut être suffisamment petite pour ne pas être détectée par un radar ou un sonar.

## Extrêmement basse fréquence (ELF)
Les ondes électromagnétiques dans la bande des « Extrêmement basses fréquences » (ELF) peuvent traverser les océans et atteindre les sous-marins où qu'ils se trouvent (on peut aussi consulter à ce propos l'article sur les « Super basses fréquences » (SLF)). Construire un émetteur sur ces fréquences est une véritable gageure en raison des longueurs d'onde extraordinairement longues mises en œuvre. Le système de l'US Navy appelé « Seafarer » émettait sur 76 hertz, et son équivalent de la Marine  russe appelé « Zeus », sur 82 hertz. Cette dernière fréquence correspond à une longueur d'onde de 3 658,5 kilomètres, supérieure au demi-rayon terrestre. Il est par conséquent évident qu'on ne peut pas utiliser dans ce cas le dipôle demi-onde classique.

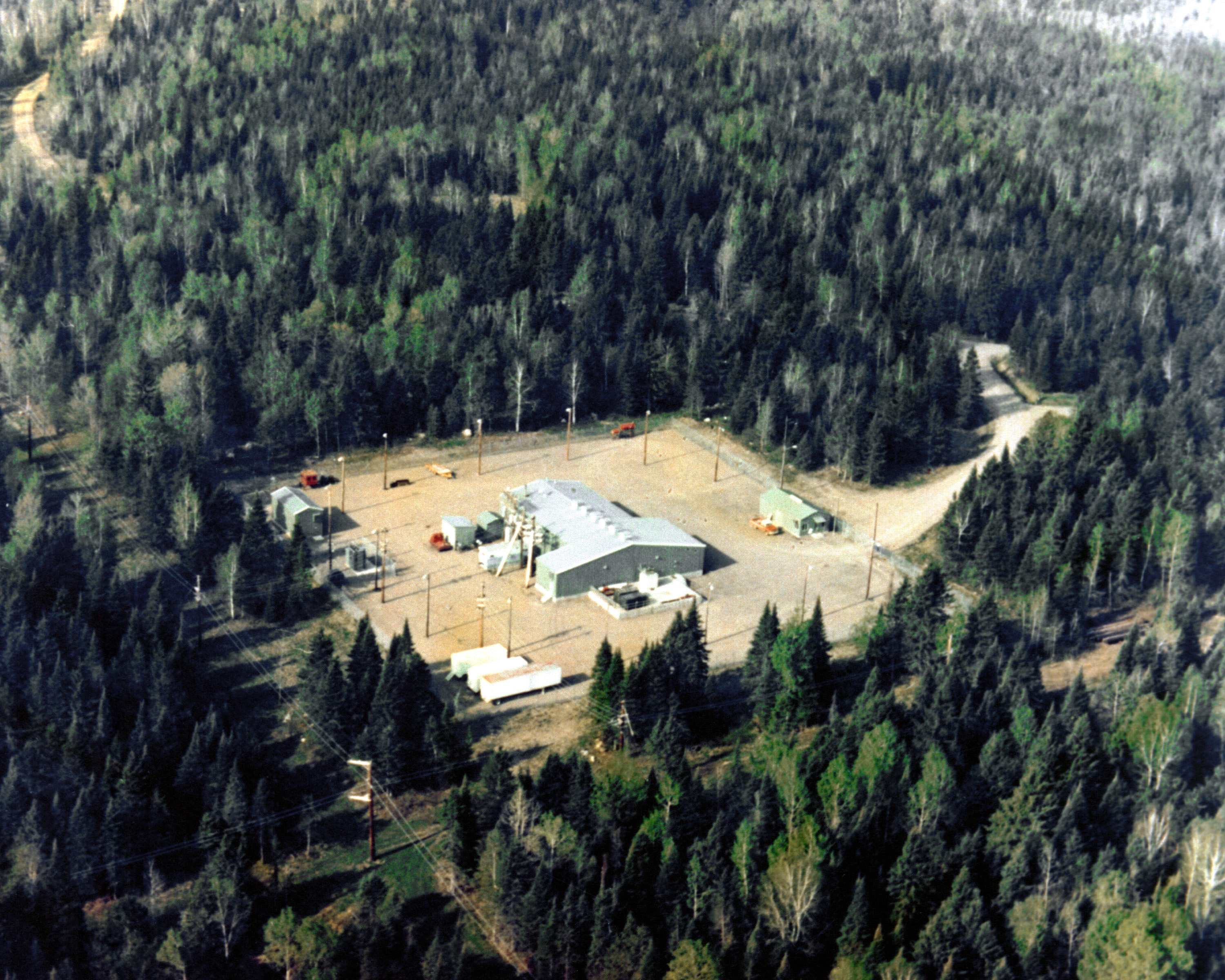
1982 — Vue aérienne du centre « ELF » (en réalité SLF) de Clam Lake dans le Wisconsin.

Pour contourner la difficulté, il a fallu trouver un lieu avec une très faible conductivité électrique du sol (c'est-à-dire le contraire de ce que l'on recherche habituellement en radioélectricité), enterrer deux énormes électrodes, puis les alimenter à partir d'une station située à leur centre. Cette valeur n'est pas critique, on aurait pu en choisir d'autres. Comme la conductivité du sol est faible, l'énergie entre les deux électrodes va pénétrer profondément à l'intérieur de la Terre et utiliser ainsi une grande partie du globe terrestre comme antenne. Le rendement de l'antenne est très mauvais ; pour l'alimenter il a fallu construire un émetteur de puissance spécial. Bien que la puissance émise par l'antenne soit très faible, de l'ordre de quelques watts, le signal peut être reçu potentiellement partout sur la planète ; ainsi une station en Antarctique a pu détecter la mise en service de Zeus.
En raison de l'immense complexité technique que représente la construction d'un émetteur ELF, seules l'US–Navy américaine et la Marine russe se sont lancées dans cette aventure. Jusqu'à son démantèlement à la fin du mois de septembre 2004 le « Seafarer » américain était constitué de deux antennes situées, l'une dans le Wisconsin depuis 1977 et l'autre dans le Michigan depuis 1980. Avant 1977, on utilisait le système « Sanguine » situé dans le bouclier canadien au Wisconsin. L'antenne russe du système Zeus est installée dans la péninsule de Kola près de Mourmansk., avec un espacement des antennes de 60Km. Le système Zeus a été signalé à l'Ouest au début des années 1990. La Royal Navy britannique avait également envisagé de construire un émetteur dans la forêt de Glengarry en Écosse, mais le projet a été abandonné.

### Trafic ELF
La transmission sur ELF se fait à l'aide d'un code de Reed-Solomon sur 64 caractères. Chaque caractère est transmis sous forme d'une longue séquence pseudo-aléatoire. L'ensemble du message est codé. L'intérêt de cette technique est qu'en rapprochant plusieurs messages identiques lors d'une transmission multiple, on peut reconstituer le message initial même avec un rapport signal sur bruit très défavorable. De plus, comme peu de séquences pseudo-aléatoires représentent réellement un caractère du message, il y a une très forte probabilité que si un message est reçu, ce message soit valide. De plus, le message transmis est, de ce fait, presque impossible à falsifier par une station de brouillage par exemple.
Ceci est très important car la communication ne se fait que dans un seul sens (terre vers sous-marin) ; il est bien sûr impossible d'envisager un équipement ELF à bord pour des raisons évidentes de dimension des antennes. Les études pour concevoir un émetteur qui pourrait être immergé dans la mer ou transporté par un avion ont rapidement été abandonnées.
En raison de la faible bande passante due à la fréquence d'émission très basse, l'information ne peut être transmise que très lentement, de l'ordre de quelques caractères par minute. On peut donc raisonnablement penser que les messages consistent surtout en des instructions génériques ou des demandes de communication bilatérale par un autre canal.

## Technique radio classique
En surface un sous-marin peut utiliser les moyens de communication hertzienne classiques. Les sous-marins peuvent utiliser les réseaux HF, VHF et UHF en radiotéléphonie ou en radiotélétype. Lorsqu'ils sont disponibles, ils préféreront les systèmes de communication par satellite, les communications terrestres pouvant trahir leur présence et leur position par radiogoniométrie.